# Vincenz von Augustin
Vincenz Freiherr von Augustin, avstrijski general, * 27. marec 1780, † 6. marec 1859.

## Življenjepis
Leta 1794 je vstopil v avstrijsko vojsko; leta 1809 je bil dodeljen štabu nadvojvoda Karla in leta 1813 štabu von Schwarzenbergu. Nato pa je bil premeščen k pionirjem, pri čemer se je pričel ukvarjati s preučevanjem raket kot artilerijskega orožja. Leta 1814 je tako postal poveljnik Vojno-raketne postaje in leta 1817 poveljnik novoustanovljenega Raketnega korpusa. Poleg uvedbe raket pa se je Augustin zavzemal tudi za razvoj ročnega strelnega orožja.
Leta 1848 je bil povzdignjen v tajnega svetnika.

## Pregled vojaške kariere
Napredovanja
- generalmajor: 8. marec 1831 (z dnem 10. marcem 1831)
- podmaršal: 7. maj 1838
- Feldzeugmeister: 5. september 1849